# Террор (вулкан)
Те́ррор — щитовой вулкан на востоке острова Росса в Антарктике высотой 3230 м (по другим источникам, 3288 м) над уровнем моря. Расположен на расстоянии 30 км от вулкана Эребус. Гора образовалась между 800 000 и 820 000 лет назад. Извержения не известны. В 2000 году зафиксировано крупное землетрясение.
Вулкан Террор получил своё название в 1841 году по имени второго корабля в экспедиции Росса, HMS Terror. Первое восхождение на вершину совершено в январе 1959 года членами новозеландской полярной экспедиции Брюсом Александером, Джимом Уилсоном и Майклом Уайтом.

## География и геология

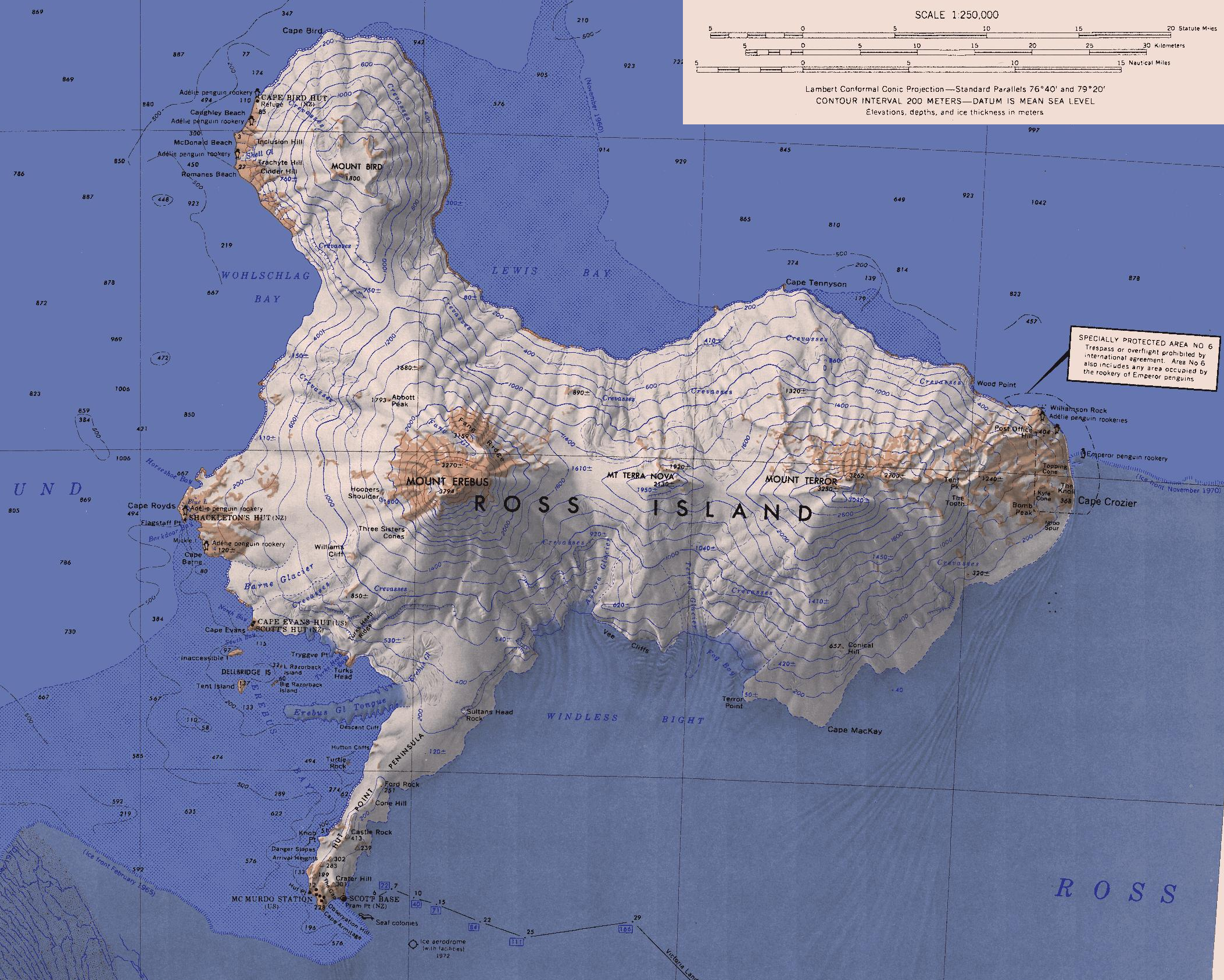
Карта острова Росс

Крупный щитовой вулкан образует восточную часть острова Росса. Максимальная высота 3230 м, средний уклон около 9°. На склонах Террора расположены многочисленные базальтовые и трахитовые паразитические конусы, среди которых большой базальтовый конус Терра-Нова высотой 2130 м над уровнем моря на западной оконечности.
В основном покрыт снегом и льдом. На мысе Крозье (восточная оконечность острова Росс) располагаются переслои застывших базанитовых лавовых потоков и пирокластических брекчий. Поверх этих пород, источником которых был склон Террора, расположены паразитические пепловые конусы и эндогенные фонолитовые купола. Частью данного геологического комплекса являются также дайковые интрузии. Предполагается, что породы мыса Крозье типичны и для остальной части склонов Террора. Конус Топпинг в районе мыса Крозье демонстрирует диапазон чётко разграничиваемых пород от оливино-авгитового базанита до керсутитового фонолита. В районе конуса Терра-Нова геохимический анализ показывает также наличие фонотефрита, найден также пироксеновый фонолит (возвышенность Нолл близ мыса Крозье).
Калий-аргонное датирование трёх фонолитовых конусов на мысе Крозье позволяет определить возраст залегающих под ними базанитов, формирующих подножие горы, в 0,82 млн лет. Породы на гребне конуса Терра-Нова датируются приблизительно 0,8 млн лет до настоящего времени.